# 안 륄리에
안 주느비에브 륄리에(프랑스어: Anne Geneviève L'Huillier, [an lɥi.je], 1958년 8월 16일 ~ )는 프랑스의 양자물리학자이다. 2023년에 물질의 전자 세계를 탐구할 수 있게 아토초(100경분의 1초) 빛 펄스를 생성하는 실험 방법을 제시한 공로로 크러우스 페렌츠, 피에르 아고스티니와 함께 노벨 물리학상을 공동 수상했다.

## 수상 경력
- 2022년: 울프 물리학상
- 2023년: 노벨 물리학상

## 저서
- Ferray, M; L'Huillier, A; Li, XF; Lompre, LA; Mainfray, G; Manus, C (1988). “Multiple-harmonic conversion of 1064 nm radiation in rare gases”. 《J. Phys. B: At. Mol. Opt. Phys.》 21 (3): L31. Bibcode:1988JPhB...21L..31F. doi:10.1088/0953-4075/21/3/001. S2CID 250827054.